# Enghave Kirke
Enghave Kirke ligger i Vesterbro Sogn som ligger i Københavns Kommune.

## Historie
Den nuværende menighedsfløj blev opført 1923-24 ved arkitekt Julius Smith. Og den nederste etage, nu menighedssal, blev benyttet som kirkerum, indtil den endelige kirke kunne fuldføres. Dette skete imidlertid først i 1960. Dette skyldtes til dels, at der i sognet også var et andet kirkeprojekt, idet Bavnehøj Kirke blev taget i brug – ligeledes som en foreløbig kirke – i 1948. Kirken er tegnet af arkitekt Richard Jessen og står udvendigt i røde mursten, idet tårnet dog er i beton med åbent klokkerum og korsformede udsmykninger.
Kirken er indviet 1960.

## Kirkebygningen
- Enghave Kirke
- Enghave Kirke fra en anden vinkel
- Enghave Kirke set fra vest

## Kirkerum
- Enghave Kirkes indre
- Kirkerum oppefra
- Alterparti

## Inventar
- Døbefont
- Lysglobe
- Orgel
- Orgel
- Børnealtertavle med motiv: I østen stiger solen op
- Børnealtertavle: Den barmhjertige samaritaner
- Børnealtertavle: Den fortabte søn

## Venskabsmenighed
I efteråret 2008 er menigheden ved Enghave og Bavnehøj Kirker blevet venskabsmenighed med menigheden i Blankenburg i udkanten af Berlin.

## Eksterne kilder og henvisninger
- Wikimedia Commons har flere filer relateret til Enghave Kirke
- Enghave Kirke Arkiveret 19. september 2015 hos  Wayback Machine hos KortTilKirken.dk